# Igrejas Cristãs Congregacionais no Canadá
As Igrejas Cristãs Congregacionais no Canadá (Congregational Christian Churches in Canada - CCCC) são uma denominação cristã e evangélica sediada em Brantford, Ontário. É membro da Fraternidade Mundial Evangélica Congregacional.

## Organização e liderança
A designação 'congregacional' indica uma forma de governo eclesiástico que promove a autonomia da igreja local, ao mesmo tempo que enquanto promove a comunhão e responsabilidade mútua entre as igrejas a nível nacional. 
Atualmente, a CCCC é dirigida por um Conselho Nacional de Diretores, representando diferentes regiões do país e coordenada pelo presidente e pelo pastor Nnacional. A denominação se reúne anualmente na Conferência Nacional.

## Raízes históricas
As raízes do Congregacionalismo remonta à Reforma Protestante na Inglaterra. Igrejas Congregacionais foram estabelecidas no Novo Mundo pelos cristãos não-conformista, alguns destes, partindo da Nova Inglaterra chegaram ao que viria ser o Canadá. 

## Formação da Igreja Unida do Canadá
Em 1925, as igrejas congregacionais no Canadá se uniram aos metodistas e aos presbiterianos para formarem a Igreja Unida do Canadá. Esse processo de fusão de denominações congregacionais com outras que não se regem pela mesma forma de de governo ocorre  em muitos outros países como nos EUA (com a formação da Igreja Unida de Cristo) e no Reino Unido (com a formação da Igreja Reformada Unida), ocasionando uma descaracterização do Congregacionalismo. 
No Canadá, as igrejas que permaneceram congregacionais se concentravam no sul de Ontário, e eram conhecidas como "Igrejas Cristãs de Ontario". Oficialmente, essas igrejas se filiaram à Conferência Cristã Congregacional Conservadora dos EUA em 1965, mas mantiveram sua independência como uma conferência em separado.

## Oposição ao liberalismo teológico
Em 1988 a Igreja Unida do Canadá aprovou a ordenação de indivíduos abertamente homossexuais para o ministério. Devido a tal decisão, um grupo de igrejas deixaram a Igreja Unida e começaram a procurar maneiras de cultivar a sua fé cristã evangélica e se associar com outros de mentalidade semelhante. Este grupo tornou-se ciente das Igrejas Cristãs de Ontário, e iniciou o processo de adesão com eles. Desse processo, uma nova organização foi formada: As Igrejas Cristãs Congregacionais no Canadá. 

## Situação atual
A CCCC representa uma família de cerca de sessenta igrejas em todo o Canadá, comprometidas com o Evangelho de Jesus Cristo. É membro da Associação Evangélica do Canadá e da Fraternidade Mundial Evangélica Congregacional. Suas congregações têm um forte desejo de trabalhar lado a lado com cristãos comprometidos de outras denominações, e têm um interesse crescente no evangelismo, plantação de igreja, e, projetos de missão local e global. Elas possuem são variados no estilo de culto, mas estão unidos através de uma declaração de fé comum. 